# Mazarunius oedipus
Mazarunius oedipus is een hooiwagen uit de familie Manaosbiidae.